# DN2F
DN2F este un drum național din România, care leagă Bacăul de Vaslui.